# Torre da Medronheira
La Torre da Medronheira (torre de l'arboç, en català) és una torre de guaita situada a la parròquia de Ferreiras, al municipi d'Albufeira, districte de Faro, Portugal. Construïda al segle xvi, durant el regnat de Joan III, per a vigilar la costa dels atacs corsaris.
Està situada dins d'una finca particular.